# Pásovec horský
Pásovec horský (Dasypus pilosus) je druh pásovce, který obývá mlžné lesy Peru v nadmořských výškách nad 2600 m n. m. 

## Systematika
Za formální autoritu druhu se považuje rakouský zoolog Leopold Fitzinger, který pásovce horského popsal v roce 1856 pod vědeckým jménem Cryptophractus pilosus. Moderní taxonomie druh zařazuje do poměrně početného rodu pásovců Dasypus, v rámci kterého pásovec horský vykazuje celou řadu unikátních morfologických charakteristik. To by mohlo být vysvětleno tím, že se jedná o bazálního zástupce rodu Dasypus a podle studie z roku 2015 by si druh možná zasloužil vyzdvihnutí do samostatného rodu. Genetické analýzy nicméně poukazují na poměrně recentní evoluční osamostatnění pásovce horského – od nejbližšího příbuzného, pásovce devítipásého (Dasypus novemcinctus), se měl vydělit teprve před 2,8 miliony let. Je tak možné, že morfologická odlišnost pásovce horského od ostatních pásovců z rodu Dasypus je spíše výsledkem unikátních selekčních tlaků, kterým pásovec horský čelí ve vysokohorském prostředí.

## Popis a ekologie
Jedná se o menšího pásovce s úzkou prodlouženou hlavou, dlouhým protáhlým čenichem a velkýma ušima. Jeho krunýř je cele osrstěn dlouhými nažloutlými chlupy, díky kterým krunýř vůbec nejde vidět, což je v rámci rodu Dasypus jedinečné. Juvenilní jedinci mají chlupy šedé. Krunýř je složen z 9–11 pohyblivých destiček.
Jedná se o jednoho z nejméně prostudovaných zástupců chudozubých, o jehož biologii a ekologii není prakticky nic známo. Patrně se živí červy, čemuž by napovídal dlouhý čenich a drobné zuby. Pásovec horský se vyskytuje ve vysokohorských mlžných lesích Peru v nadmořských výškách mezi 2600–3400 m n. m.

## Ohrožení
Jelikož o pásovci horském není prakticky nic známo, Mezinárodní svaz ochrany přírody druh nevyhodnocuje pro nedostatek dat. Dá se nicméně předpokládat, že druh čelí tlaku lovců a negativně jej zasahuje i odlesňování, není nicméně jasné, do jaké míry.